# キャサリン・キャメロン
キャサリン・キャメロン(英語: Katharine Cameron RWS, RE, 1874年2月26日 – 1965年) はイギリス・スコットランドの画家・イラストレーター。

## 生い立ち
彼女は イギリス・スコットランドのグラスゴーで、ロバート・キャメロン牧師の娘として生まれた。兄に画家のデイヴィッド・ヤング・キャメロンがいる。1890年から 1893までグラスゴー美術学校で学んだ。その後、パリのアカデミー・コラロッシでギュスターヴ＝クロード＝エティエンヌ・クルトワに師事した。1928年にアーサー・ケイと結婚。アーサーケイは、ジャコバイトとスコットランドの工芸品への関心があり、スコットランド現代芸術協会のコレクションを構築する上で役割を果たした。
彼女は1892年にグラスゴー女性芸術家協会の会員に選出された。1897年に|スコットランド王立水彩画家協会(Royal Scottish Society of Painters in Watercolour)の会員に選出された。ロイヤル・スコティッシュ・アカデミーの会員に選出された。1894年から1965年までRoyal Scottish Societyの展覧会に出展した。
エジンバラのソートンパークで1908年にで開催されたスコットランド国内博覧会の、スコットランドの野外劇と仮面劇のケルトの歴史の催しでのケルト神話に登場する女王メイヴ役を演じた。

## 本の挿絵
グラスゴーガールズの1人として、キャメロンは アールヌーボー、ケルト復興、 アーツ・アンド・クラフツ運動と ジャポニズムの手法をブレンドしたグラスゴースタイルで働いた。 彼女の絵画は「大胆な輪郭と鮮やかな色」で、は挿絵になり、1904年にロンドンの出版社(T. C. & E. C. Jack)と契約して、おとぎ話の本に挿絵を提供した。

## 作品

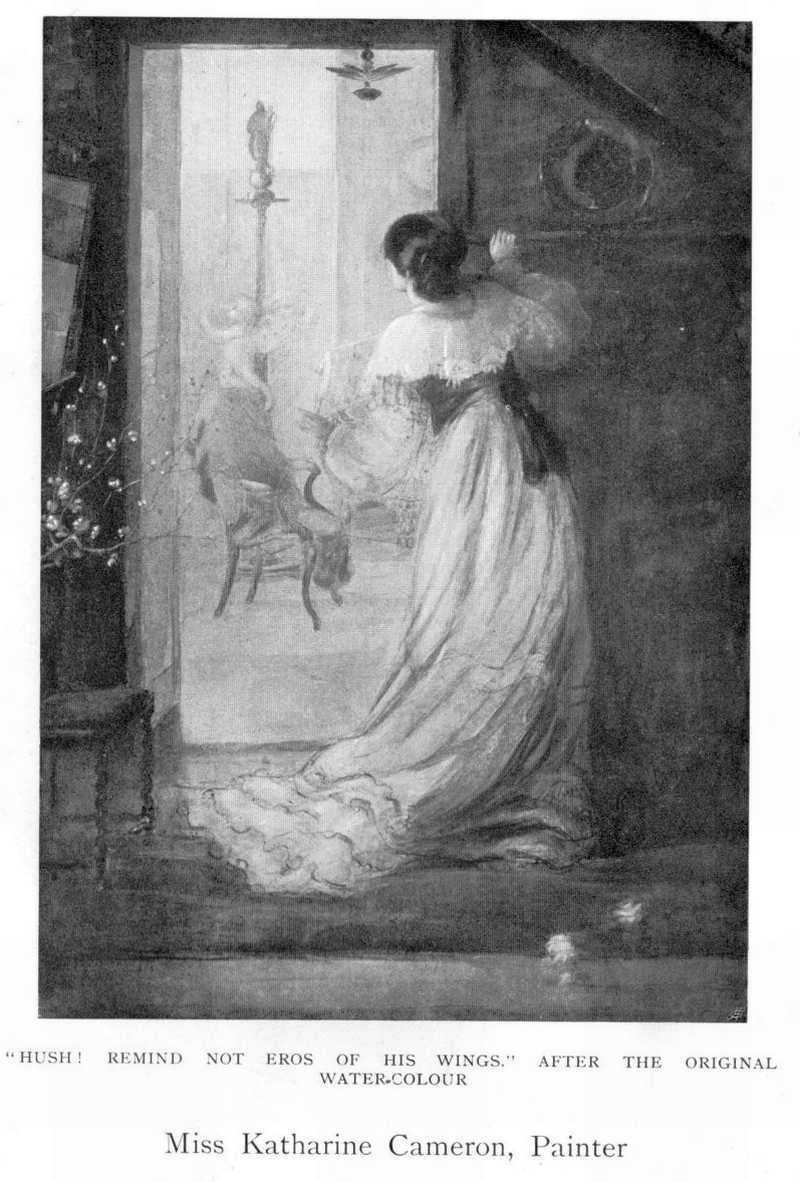
静けさ、彼の翼のエロスではないことを私に思い出させてください。
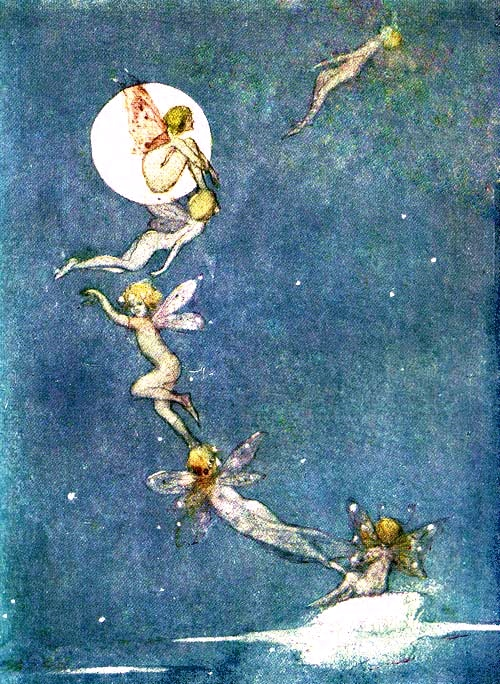
「バラードからの物語」からのイラスト
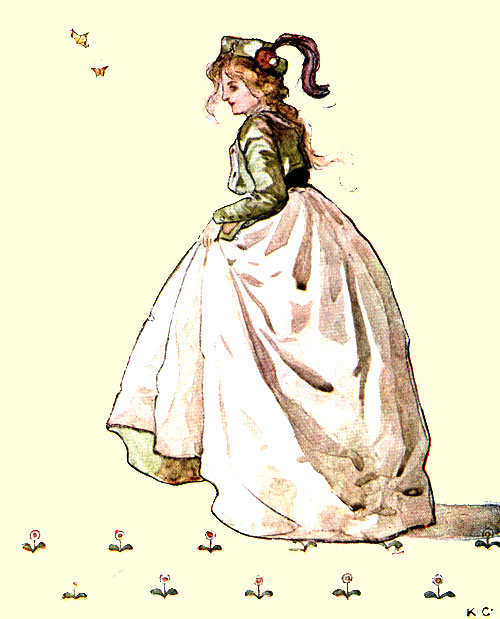
「バラードからの物語」からのイラスト
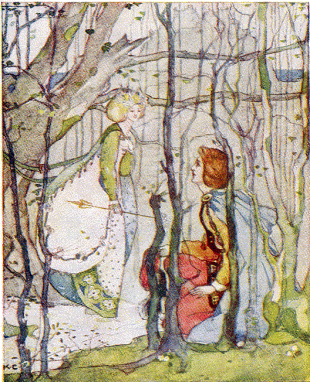
「吟遊詩人トーマス」のイラスト
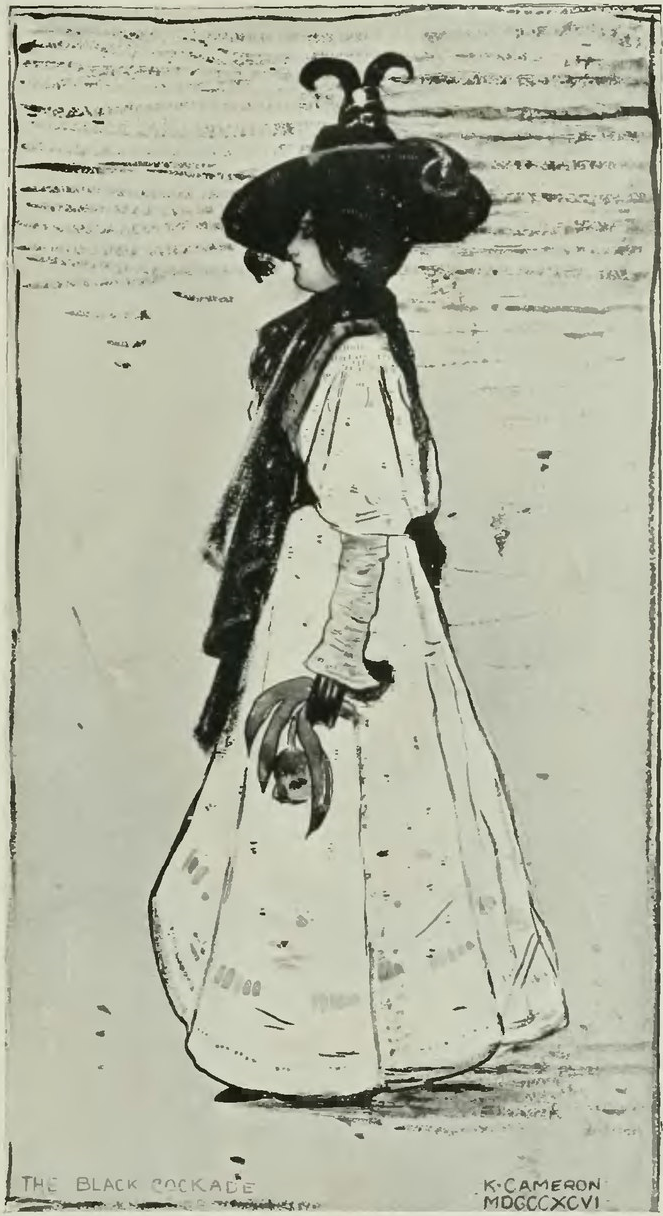
イエロー・ブック、第13巻より